# Welcome to the Machine
Welcome to the Machine és una cançó del grup britànic de rock progressiu Pink Floyd. Aquesta apareix en segon lloc a l'àlbum Wish You Were Here de l'any 1975, just després de la també icònica, Shine On You Crazy Diamond. Musicalment més simple que els temes clàssics del grup, és considerat una cançó fundacional per a la música eletrònica. És una peça caracteritzada pel seu ús particular del sintetitzador, guitarres elèctriques amb molts efectes, així com una àmplia gamma efectes d'àudio. Al final del tema, per exemple, es poden escoltar unes persones discutir. Tant la música com la lletra van ser escrites pel baixista Roger Waters.

## Lletra
El tema és una continuació del Shine On You Crazy Diamond, que es conceb com un homenatge a l'ex-membre del grup, Syd Barrett. Ara ja no es parla del músic, sino de la indústria musical. La lletra en mostra una visió ombrívola, referint-si com la machine del mateix títol. Es fan referència a la pressió financera imposada pels productors discogràfics i com tot plegat contribuí al deteriorament mental de Syd Barrett, fins aleshores cantant del grup.

## Vídeoclip
Gerald Scarfe en va crear un clip d'animació que inicialment es va concebre com un acompanyament de fons per a quan la banda tocava aquest tema durant la gira In the Flesh Tour de 1977. El fantàstic vídeo comença amb el que sembla ser un gripau cornut mecànic gegant arrossegant-se per un terreny rocós. L'escena es transforma en un paisatge urbà industrial desolat format per estructures d'acer imponents. El vídeo són una sèrie d'evocacions melancòliques i inquietants de paisatges àrids que es descomponen en escenes violentes que es van succeint una rera l'altra.

## Crèdits
- Roger Waters - sintetitzador, EMS VCS3, veu
- David Gilmour - guitarra de 6 i de 12 cordes, veu
- Richard Wright - sintetitzador, EMS VCS3
- Nick Mason - bateria, percussió